# Holzwickede
 Holzwickede (pronunciació alemanya: hɔltsˈvɪkədə) és un municipi del districte d'Unna, a l'estat de Rin del Nord-Westfàlia, a Alemanya.